# Lachnoptera ayresii
The Eastern Blotched Leopard (Lachnoptera ayresii) là một loài bướm ngày thuộc họ Nymphalidae. Nó được tìm thấy ở afromontane và riverine forest from Port St. Johns in the East Cape và then along the escarpment to the midlands of KwaZulu-Natal, Swaziland, Mpumalanga và the Wolkberg in the Limpopo Province, phía bắc đến Zimbabwe và Mozambique.
Sải cánh dài 45–52 mm đối với con đực và 50–56 mm đối với con cái. Con trưởng thành bay quanh năm nhiều nhất vào cuối hè và autumn, từ tháng 1 đến tháng 6.
Ấu trùng ăn Rawsonia lucida và Vismia species.